# Gardner Williams
Gardner Boyd Williams (16 de abril de 1877 – 14 de dezembro de 1933) foi um nadador norte-americano. Ele participou dos Jogos Olímpicos de Verão de 1896, em Atenas.
Williams competiu nos 100 metros livre e nos 1 200 metros livre. Seu tempo e posição são desconhecidos em ambos eventos.